# Martin Růžička (ur. 1987)
Martin Růžička (ur. 1 czerwca 1987 w Pardubicach) – czeski hokeista.

## Kariera
- HC Pardubice U-18 (2002-2004)
- HC Pardubice U-20 (2004-2006)
- HC Pardubice, w tym U-18, U-20 (2005-)
  -  HC Dukla Jihlava U-20 (2004-2005)
  -  HC Kometa Brno U-20 (2005)
  -  HC Havlíčkův Brod (2006)
  -  SK Horácká Slavia Třebíč (2007)
  -  BK Mladá Boleslav (2007-2008)
  -  HC Chrudim (2008-2009, 2010)
  -  SK Horácká Slavia Třebíč (2008-2009)
  -  Piráti Chomutov (2013-2014)
  -  BK Mladá Boleslav (2014-2016)

Wychowanek HC Pardubice. Wielokrotnie wypożyczany do innych klubów. W listopadzie 2013 do Chomutova. W listopadzie 2014 do BK Mladá Boleslav. Z tego klubu odszedł z końcem miasta kwietnia 2016.

## Sukcesy
Klubowe
- Złoty medal mistrzostw Czech: 2010, 2012 z HC Pardubice
- Srebrny medal mistrzostw Czech: 2007 z HC Pardubice
- Brązowy medal mistrzostw Czech: 2011 z HC Pardubice
- Mistrzostwo 1. ligi / awans do ekstraligi: 2008 z BK Mladá Boleslav